# Ozero Glybotjeno
Ozero Glybotjeno (ryska: Озеро Глыбочено) är en sjö i Belarus.   Den ligger i voblasten Vitsebsks voblast, i den norra delen av landet, 230 km norr om huvudstaden Minsk. Ozero Glybotjeno ligger 147 meter över havet. Arean är 0,13 kvadratkilometer. Den sträcker sig 0,7 kilometer i nord-sydlig riktning, och 0,3 kilometer i öst-västlig riktning.
I omgivningarna runt Ozero Glybotjeno växer i huvudsak blandskog. Runt Ozero Glybotjeno är det ganska tätbefolkat, med 72 invånare per kvadratkilometer.